# Iku Lhung (Labuhan Haji Barat)
Iku Lhung is een bestuurslaag in het regentschap Aceh Selatan van de provincie Atjeh, Indonesië. Iku Lhung telt 321 inwoners (volkstelling 2010).